# Gnophos turpis
Gnophos turpis är en fjärilsart som beskrevs av Turati 1926. Gnophos turpis ingår i släktet Gnophos och familjen mätare. Inga underarter finns listade i Catalogue of Life.